# 建設電気技術協会
一般社団法人建設電気技術協会（しゃだんほうじんけんせつでんきぎじゅつきょうかい）は、建設事業における入札・契約制度や電気通信分野の新技術等に関する講習会及び会報を発行している団体。以前は国土交通省所管の社団法人であったが、公益法人制度改革に伴い一般社団法人へ移行した。
JSCEのCPDプログラム認定を受けた研修会、講習会を開催しており、2014年11月20日には、公共インフラに関する多数の論文発表の場として、『平成26年度 建設電気技術研究発表会』を虎ノ門にて行う。
河川、道路、建築施設等に関わる電気通信技術、施設の運用管理、情報提供や災害対策等で必要不可欠な技術に実装されている、インフラテクノロジーの発表の場として予定されている。

## 概要
- 所在：東京都港区赤坂1-3-6
- 設立：1969年10月24日
- 会長：脇雅史（元建設省近畿地方建設局長）
- 専務理事：平城正隆（元国土交通省中国地方整備局建政部長）